# Петро (Вергун)
Блаженний священномученик Петро́ Вергу́н (18 листопада 1890, Городок — 7 лютого 1957, Ангарський, Богучанського району Красноярського краю) — священник Української греко-католицької церкви; 27 червня 2001 року зачислений папою Іваном Павлом ІІ до лику блаженних.

## Життєпис
Блаженний священномученик Петро Вергун народився 18 листопада 1890 року м. Городку на Львівщині. 
Початкову освіту здобув у чоловічій школі, яка розташовувалась по вулиці Львівська у Городку. Далі перейшов на навчання до Львівської академічної гімназії, яку покинув через брак коштів на навчання. 
У 1909 році вступив на службу до Австрійської армії. Під час Першої світової війни у 1914 році був поранений, але вернувся до війська до розпаду Австро-Угорської імперії. У 1919 році вступив до Української галицької армії, де отримав чин хорунжого. Згодом потрапив в полон й утримувався в Тухольському, Альдамському, Німецьке-Яблонському і Рейхенберзькому таборах військовополонених. 
У 1921 році вступив у римсько-католицьку духовну семінарію Праги, яку закінчив у 1924 році. Звідти він перейшов на навчання в Український вільний університет та добув докторат з філософії у Празі (1924–1927). 30 жовтня 1927 року в соборі святого Юра з рук митрополита Андрея Шептицького отримав ієрейськіі свячення та призначення священником-місіонарем для українців греко-католиків з осідком у Берліні. 23 листопада 1940 року став Апостольським візитатором для українців у Німеччині. 
22 червня 1945 року арештований співробітником 4-го відділу Берлінського оперсектору НКВС майором Лусніковим і вивезений до Києва на судовий процес української греко-католицької ієрархії. 3 червня 1946 році його засудили до 7 років ув'язнення, яке відбував у Сибіру. 22 червня 1952 року закінчився термін ув'язнення отця Петра Вергуна. Після цього його, на підставі наказу Президії Верховної Ради СРСР від 21.02.1948 року «О направлении особо опасных государственных преступников по отбытии наказания в ссилку на поселение в отдаленные местности СССР» етапували в Красноярськ, а звідти до поселення Ангарський Богучанського району Красноярського краю на вічне заслання. 13 квітня 1956 року о. Петра Вергуна офіційно звільнили з вічного заслання згідно з наказом ПВР СРСР від 10.03.1956 року, який відмінив наказ Президії Верховної Ради СРСР від 21.02.1948 року. Однак карально-репресивна система не дозволила священномученику покинути поселення. За ним там слідкував агент радянської спецслужби «Дельта», який інформував про життя Вергуна на засланні. 
З 1956 року органи держбезпеки розпочали працю по вербуванню Петра Вергуна для праці закордоном. Постійні допити і вербувальні заходи коменданта з методами фізичного впливу остаточно виснажили здоров'я о. Петра, який помер 7 лютого 1957 року в с. Ангарський Богучанського району Красноярського краю, де і був похований. Його могила стала першою на новому Ангарському кладовищі, оскільки старе кладовище через брак місця для поховань закрили. Цей факт врятував могилу від тотального знищення, оскільки згодом старий цвинтар увійшов у межі житлової зони с. Ангарський і усі поховання були знищені.

## Беатифікація
Обряд беатифікації відбувся 27 червня 2001 року в м. Львові під час Святої Літургії у візантійському обряді за участі Івана Павла ІІ.

## Віднайдення мощей
У липні 2004 року пошукова експедиція очолювана о. Тарасом Пошиваком зі Стрия віднайшла поховання священномученика Петра Вергуна в Сибіру і перевезла його чесні мощі в Україну. Саркофаг з мощами священномученика зараз знаходиться в Катедральному храмі Успіння Пресвятої Богородиці м. Стрия. Частину його мощей також передали в парафіяльний храм Благовіщення Пречистої Діви Марії в Городку (Львівської області) звідки походить блаженний священномученик та в Мюнхен (Німеччина), де він проводив свою душпастирську працю.